# Hesperotingis fuscata
Hesperotingis fuscata är en insektsart som beskrevs av Parshley 1917. Hesperotingis fuscata ingår i släktet Hesperotingis och familjen nätskinnbaggar. Inga underarter finns listade i Catalogue of Life.